# Villadeati
Villadeati é uma comuna italiana da região do Piemonte, província de Alexandria, com cerca de 520 habitantes. Estende-se por uma área de 14 km², tendo uma densidade populacional de 37 hab/km². Faz fronteira com Alfiano Natta, Murisengo, Odalengo Grande, Odalengo Piccolo, Montiglio Monferrato (AT), Tonco (AT).

## Demografia
| Variação demográfica do município entre 1861 e 2011                               |
|                                                                                   |
| Fonte: Istituto Nazionale di Statistica (ISTAT) - Elaboração gráfica da Wikipedia |